# Sacedón
Sacedón ist ein zentralspanischer Ort und eine Gemeinde (municipio) mit nur noch 1.595 Einwohnern (Stand: 2024) in der Provinz Guadalajara in der Autonomen Region Kastilien-La Mancha.  Die Gemeinde gehört zur dünnbesiedelten Region der Serranía Celtibérica.

## Lage und Klima
Der knapp 740 m hoch gelegene Ort Sacedón liegt im Zentrum der Landschaft der Alcarria ca. 2 km südöstlich des Tajo bzw. ca. 200 m südlich des Entrepeñas-Stausees im Norden des Südteils der Iberischen Hochebene (meseta). Die Provinzhauptstadt Guadalajara ist gut 56 km (Fahrtstrecke) in nordwestlicher Richtung entfernt; der sehenswerte Ort Pastrana befindet sich etwa 40 km südwestlich. Das Klima im Winter ist gemäßigt, im Sommer dagegen warm bis heiß; die eher geringen Niederschlagsmengen (ca. 425 mm/Jahr) fallen – mit Ausnahme der nahezu regenlosen Sommermonate – verteilt übers ganze Jahr.

## Bevölkerungsentwicklung
| Jahr      | 1857  | 1900  | 1950  | 2000  | 2019  |
| Einwohner | 1.869 | 2.224 | 2.503 | 1.554 | 1.533 |

Infolge der Mechanisierung der Landwirtschaft, der Aufgabe bäuerlicher Kleinbetriebe und des daraus resultierenden Verlusts von Arbeitsplätzen ist die Einwohnerzahl der Gemeinde seit der Mitte des 20. Jahrhunderts deutlich abgesunken (Landflucht). Zur Gemeinde gehören auch die in den 1950 und 1960er Jahren eingemeindeten Weiler Poyos und Córcoles, von denen ersterer bereits seit etlichen Jahren verlassen (despoblado) ist.

## Wirtschaft
Die Menschen früherer Jahrhunderte lebten hauptsächlich als Selbstversorger vom Ackerbau und von der Viehwirtschaft, deren haltbare Produkte (Käse, Wurst, Tierhäute und Wolle) bei fahrenden Händlern getauscht oder verkauft werden konnten. Aber auch Handwerker, Tagelöhner und Dienstleister ließen sich in der Kleinstadt nieder.

## Geschichte
Kelten, Römer, Westgoten und selbst die Mauren hinterließen keine verwertbaren Spuren auf dem Gemeindegebiet. In der zweiten Hälfte des 11. Jahrhunderts wurden letztere durch die Armee König Alfons VI. von León wieder aus der Region vertrieben (reconquista); anschließend begann die Phase der Wiederbesiedlung (repoblación) durch Christen aus vielen Teilen der Iberischen Halbinsel. Aus dem Jahr 1167 stammt die erste schriftliche Erwähnung des Ortsnamens, der jedoch erst im Jahr 1553 das Stadtrecht (villazgo) erhielt. Im Jahr 1655 gab Philipp IV. die Stadt und ihr Umland in die Hände von Don Rodrigo Díaz de Vivar de Silva y Mendoza, den 4. Herzog von Pastrana und 8. Herzog von El Infantado.

## Sehenswürdigkeiten

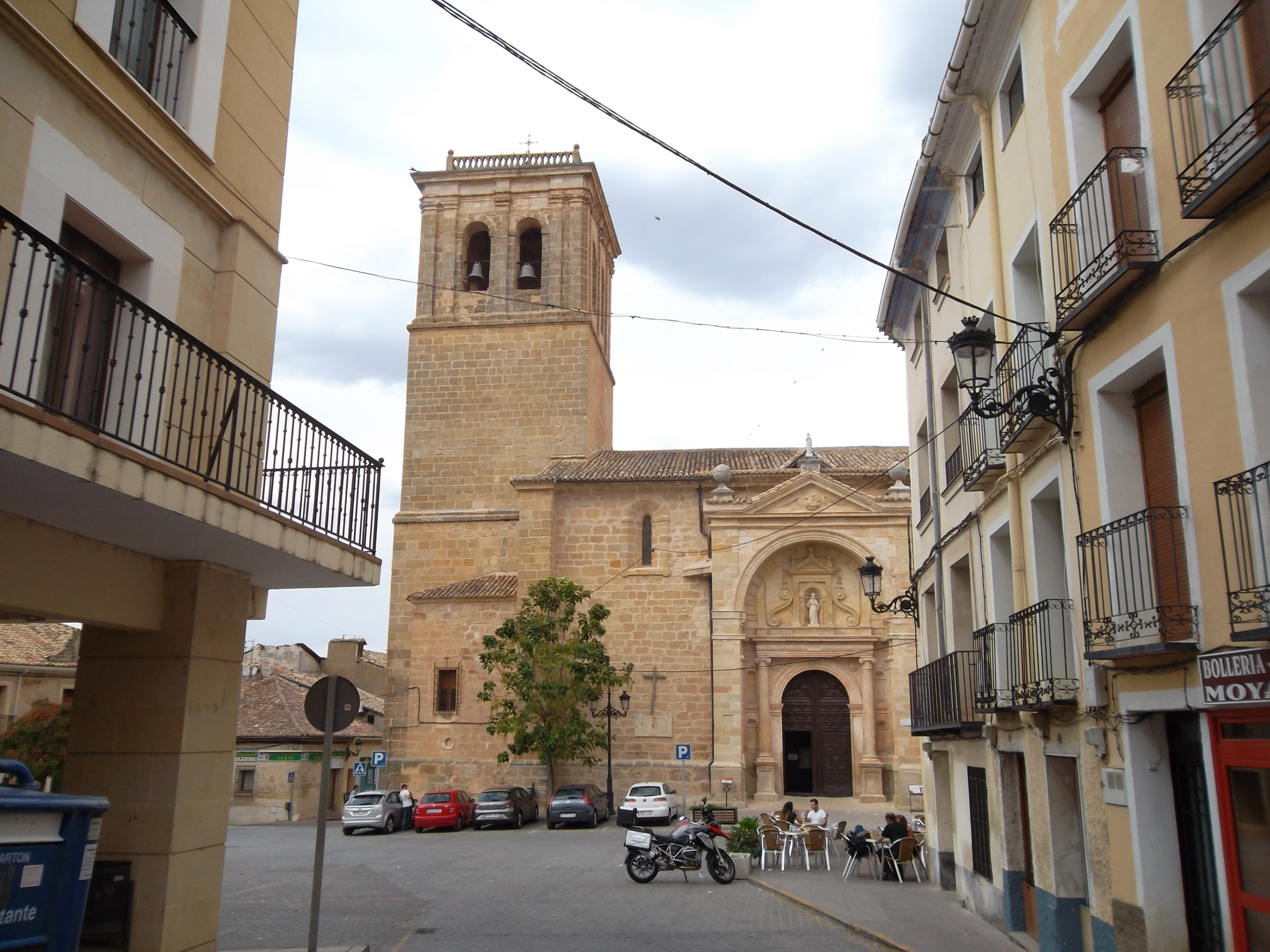
Sacedón – Ortsbild mit Iglesia de Nuestra Señora de la Asunción

- Die Iglesia de Nuestra Señora de la Asunción mitsamt ihrem Glockenturm (campanario) entstand im 16./17. Jahrhundert. Ein Renaissance-Portal auf der Südseite führt in die rippengewölbte dreischiffige aber insgesamt eher schmucklos wirkende Hallenkirche. Da ein großer Hauptaltar fehlt, ist das bedeutendste Ausstattungsstück ein – wahrscheinlich zeitgenössischer – reliefierter Taufstein (pila bautismal).[5]
- Am Ortsrand steht eine Kopie der Gerichtssäule (rollo) von Trujillo.[6]

Umgebung
- Ca. 5 km östlich liegen die Ruinen des ehemaligen Zisterzienser-Klosters Monsalud.